# Самолако
Самола́ко (итал. Samolaco) — коммуна в Италии, в провинции Сондрио области Ломбардия.
Население составляет 2 834 человека, плотность населения составляет 63 чел./км². Занимает площадь 45 км². Почтовый индекс — 23027. Телефонный код — 0343.